# Conoderus conspersus
Conoderus conspersus is een keversoort uit de familie kniptorren (Elateridae). De wetenschappelijke naam van de soort is voor het eerst geldig gepubliceerd in 1903 door Eugene Amandus Schwarz.